# Sinarjati
Sinarjati is een bestuurslaag in het regentschap Majalengka van de provincie West-Java, Indonesië. Sinarjati telt 4688 inwoners (volkstelling 2010).